# BB 7003
La BB 7003 est une locomotive prototype de la SNCF qui permet la mise au point de la traction par hacheurs à thyristors.
Issue de la transformation, en 1974, de la BB 15007, elle entame des essais en ligne en France et aux Pays-Bas, qui aboutissent à la mise au point des BB 7200 françaises et des 1600/1800 néerlandaises. En 1982, un nouveau passage en atelier la transforme en un autre prototype, la BB 10003 à moteurs asynchrones.

## Description

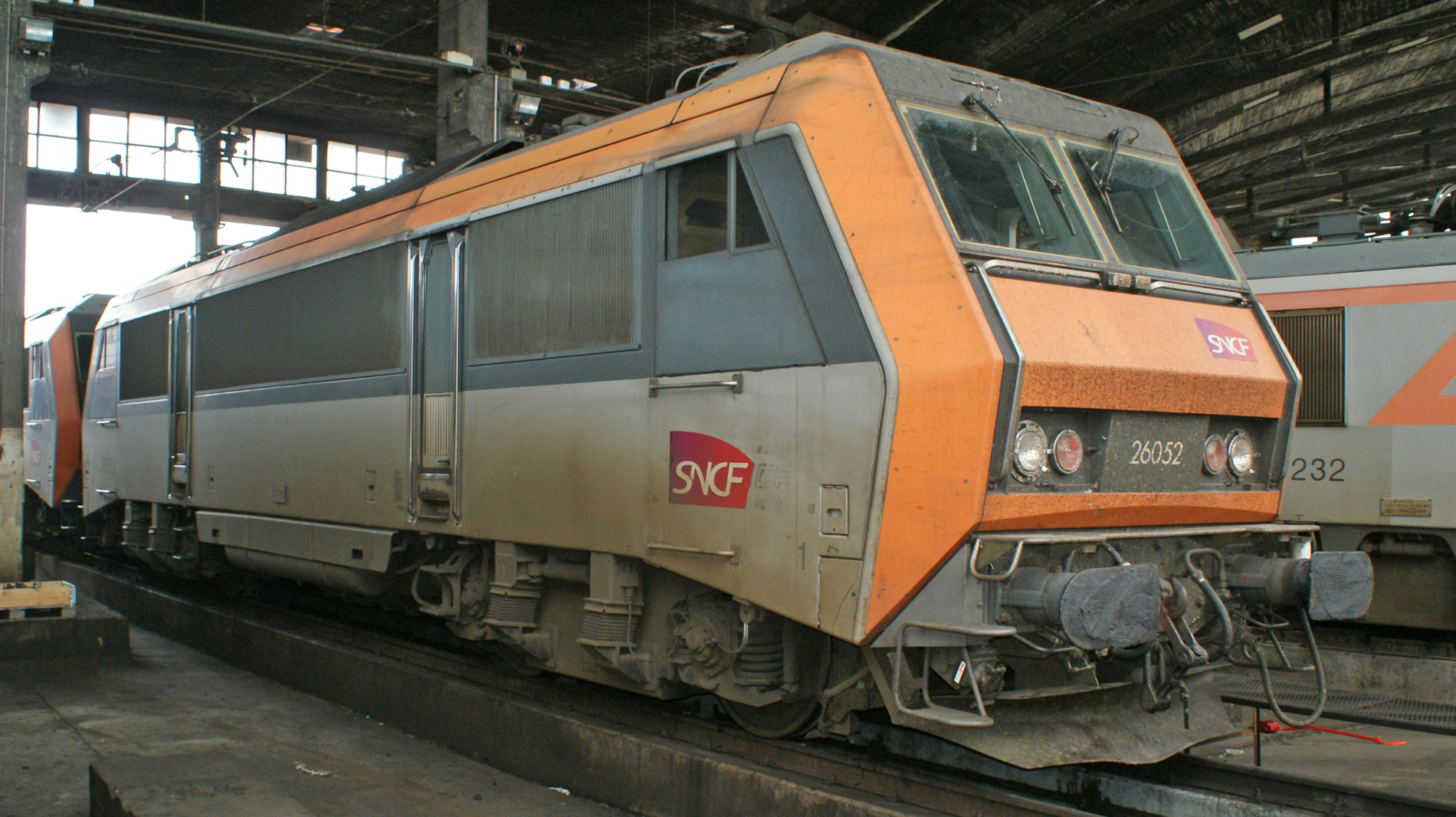
BB 26052 en livrée d'origine.

Cette machine est issue de la transformation de la BB 15007 dans les ateliers d'Hellemes au cours de l'année 1974. Elle est renumérotée BB 7003 le 14 décembre 1974 et mutée du dépôt de Strasbourg à celui de Villeneuve-Saint-Georges où elle est placée en « utilisation spéciale ». Elle préfigure la série des BB 7200, fonctionnant sous courant continu 1,5 kV ainsi que les bicourant BB 22200 pour une partie de leurs équipements.
Un second pantographe est installé sur sa toiture, quand les BB 15000 n'en possèdent qu'un seul. Si sa livrée n'est pas modifiée, comme c'est le cas de plusieurs autres prototypes issus de locomotives Nez cassés, une de ses cabines est dotée d'un carénage qui abandonne le pare-brise inversé caractéristique de ce groupe de locomotives, pour en éprouver l'aérodynamisme et notamment son incidence sur la portance des pantographes et l'entrée de l'air dans les persiennes latérales. Les résultats n'étant pas spécialement concluants, cette esthétique n'est pas retenue par la SNCF ; elle est toutefois reprise ultérieurement, sous une forme qui s'en inspire, sur les BB 26000 « SyBic ».

## Carrière
La BB 7003 réalise de nombreuses marches d'essais, notamment vers Vierzon, au cours desquelles l'influence de ses équipements électroniques sur les circuits de voie est mesurée. Elle affronte également la rampe de Capvern (huit kilomètres de long avec un pente de 33 ‰) qui met son freinage rhéostatique à l'épreuve. Elle se rend même à plusieurs reprises aux Pays-Bas, les NS étant intéressés par ce type de machine — ils finissent par acheter la série 1600/1800, proche des BB 7200. Revenue en France, elle est accouplée à la BB 15015 et participe à la définition des équipements électriques des BB 22200.
Après une période de garage, elle est  transformée par Alsthom, en 1982, en un prototype de locomotive à moteurs asynchrones qui participe à la mise au point des BB 36000 « Astride » et de plusieurs générations de motrices TGV ; elle est alors renumérotée BB 10003 le 2 janvier 1983.

## Modélisme
La BB 7003 a été reproduite à l'échelle HO par la firme LS Models dans sa version sans le carénage caractéristique d'une des cabines.